# 國立嘉義高級家事職業學校
國立嘉義高級家事職業學校（英語校名：National Chia Yi Home Economics Vocational High School），簡稱為嘉義家職或嘉家，位於臺灣省嘉義市。創校於1954年，為全國唯一專辦家事類科的技術型高中。

## 校史沿革
- 1954年創校，初名「臺灣省立嘉義家事職業學校」，分設初級部家事科、高級部家事科。
- 1964年，停招初級部，試辦五年一貫學制。
- 1968年，因應九年國民教育，停招五年制，裁撤初級部，改制為「臺灣省立嘉義高級家事職業學校」。
- 1970年，創立「附設夜間高級進修補習學校」。
- 1971年，試辦幼兒教育科。
- 1972年3月，成立「附設幼稚園」。
- 1973年，實施分科招生，設有綜合家政科、服裝縫製科、幼兒教育科及美容科。
- 1974年，試辦「延長以職業教育為主的國民教育」，美容科兩班納入補校教學。
- 1984年，幼兒教育科改為幼兒保育科。
- 1988年，依教育部頒行新課程標準，綜合家政科改為家政科、服裝縫製科改為服裝科、增設食品科。
- 1996年，家政科另設「特殊教育實驗班」，招收輕度智障學生。
- 1999年「特殊教育實驗班」納入正式編制及成立特教組承辦特教業務
- 2000年2月，因應精省，改隸教育部，更名「國立嘉義高級家事職業學校」。裁撤家政科改設餐飲管理科、特殊教育實驗班改名綜合職能科。
- 2011年，服裝科改為流行服飾科、並新增時尚造型科。
- 2015年，創校60年來日間部首度招收男生（90名學生入學），美顏技術科改為日間學制。

### 歷任校長
| 任次 | 姓名   | 性別 | 就職日期 | 卸任日期 | 備註 |
| ---- | ------ | ---- | -------- | -------- | ---- |
| 1    | 田蘊蘭 | 女   | 43年9月  | 48年2月  | 辭職 |
| 2    | 羅德馨 | 女   | 48年2月  | 56年8月  | 調職 |
| 3    | 呂少卿 | 女   | 56年8月  | 68年7月  | 調職 |
| 4    | 王澤林 | 女   | 68年7月  | 73年2月  | 退休 |
| 5    | 林肇家 | 男   | 73年2月  | 85年7月  | 退休 |
| 6    | 江會魅 | 女   | 85年8月  | 88年8月  | 退休 |
| 7    | 沈高全 | 男   | 88年8月  | 91年7月  | 退休 |
| 8    | 黃元田 | 男   | 91年8月  | 98年7月  | 退休 |
| 9    | 莊立中 | 男   | 98年8月  | 104年7月 | 退休 |
| 10   | 楊世圳 | 男   | 104年8月 | 111年7月 | 調職 |
| 11   | 吳國禎 | 男   | 111年8月 |          | 現任 |

- 以上日期都為民國紀年

## 教學單位
- 餐飲管理科
- 流行服飾科
- 幼兒保育科
- 時尚造型科（含美顏技術科）
- 食品科
- 美容科（進修部唯一科系）
- 綜合職能科

## 外部連結
- 國立嘉義高級家事職業學校 校網（页面存档备份，存于）